# Assurance crédit
 (janvier 2025).
Ne doit pas être confondu avec Assurance emprunteur.
L'assurance-crédit est une forme très particulière d'assurance qui garantit les entreprises ou les banques contre les défauts de paiement de leurs clients survenus pour des motifs :
- soit qui sont propres à ces débiteurs (insolvabilité) ;
- soit relevant de contraintes extérieures (notamment risque politique dans les contrats à l'exportation comportant un crédit client). Ici, l'assurance-crédit est l'une des composantes de l'assurance export.

## Historique

### Assurance-crédit privée
L'assurance-crédit s'est développée dès la fin du XIXe siècle, mais prend son essor en Europe de l'Ouest entre les deux guerres. Plusieurs sociétés se créent dans chaque pays, certaines gérant en plus le risque politique d'assurance à l'exportation pour le compte des états respectifs, ou encore l'octroi de cautions ou garanties.
Dans les années 1990, un important  mouvement de concentration du secteur a vu la création de trois grandes sociétés multinationales  qui détiennent, à elles seules, plus de 80 % du marché mondial :
- Euler Hermes  (anciennement Euler Hermes SFAC) est le numéro 1 mondial de l'assurance-crédit avec 34 % de parts de marché et une présence dans 55 pays. La société est détenue en majorité par le groupe Allianz.
- Atradius, numéro 2 du secteur avec 28 % de parts de marché et une présence dans 45 pays. L'actionnaire majoritaire de la société est le groupe espagnol Catalana Occidente.
- Coface complète le trio de tête avec 20 % de parts de marché et une présence étendue dans 67 pays. Coface est une entreprise privée.

Depuis octobre 2021, ces 3 compagnies historiques collaborent avec bPayd, la première plateforme destinée à la protection des impayés. Ce partenariat confirme la tendance à la démocratisation de l'assurance-crédit en France. 
D'autres acteurs de taille plus réduite sont apparus sur le marché :
- Ducroire SA, active dans l’assurance-crédit, l’émission d’actes de caution et la réassurance acceptée.
- HCC International.
- Axa Assurcredit, filiale du groupe AXA.
- Groupama Assurance-Crédit, spécialisé dans l'agro-alimentaire.

### Assurance-crédit publique
En marge des assureurs-crédit privés, la plupart des pays disposent aussi de systèmes publics d’assurance-crédit, généralement conçus pour assurer les risques les plus difficiles.
En France, le Gouvernement a déployé des outils de partage du risque entre les assureurs-crédit et l'État. Le CAP (Complément d'Assurance-crédit Public) se décline sous les garanties CAP, CAP+ et CAP EXPORT.
En Belgique, l’ Office national du Ducroire (ONDD) assume ce rôle.
En matière d’assurance-crédit et de cautions, il existe également des associations professionnelles :
- L’Union de Berne est la principale organisation internationale des fournisseurs publics et privés d'assurance-crédit à l'exportation et d'assurance des investissements.
- L’ICISA : The International Credit Insurance & Surety Association rassemble les principales sociétés mondiales d'assurance-crédit et/ou d'émission de cautions.